# Maintenon
Maintenon is een plaats en gemeente in Frankrijk, in het departement Eure-et-Loir, regio Centre-Val de Loire. Maintenon ligt aan de samenvloeiing van de Eure en de Voise. Maintenon telde op 1 januari 2022 4.532 inwoners.

## Geografie
De oppervlakte van Maintenon bedroeg op 1 januari 2022 11,44 vierkante kilometer; de bevolkingsdichtheid was toen 396,2 inwoners per km².

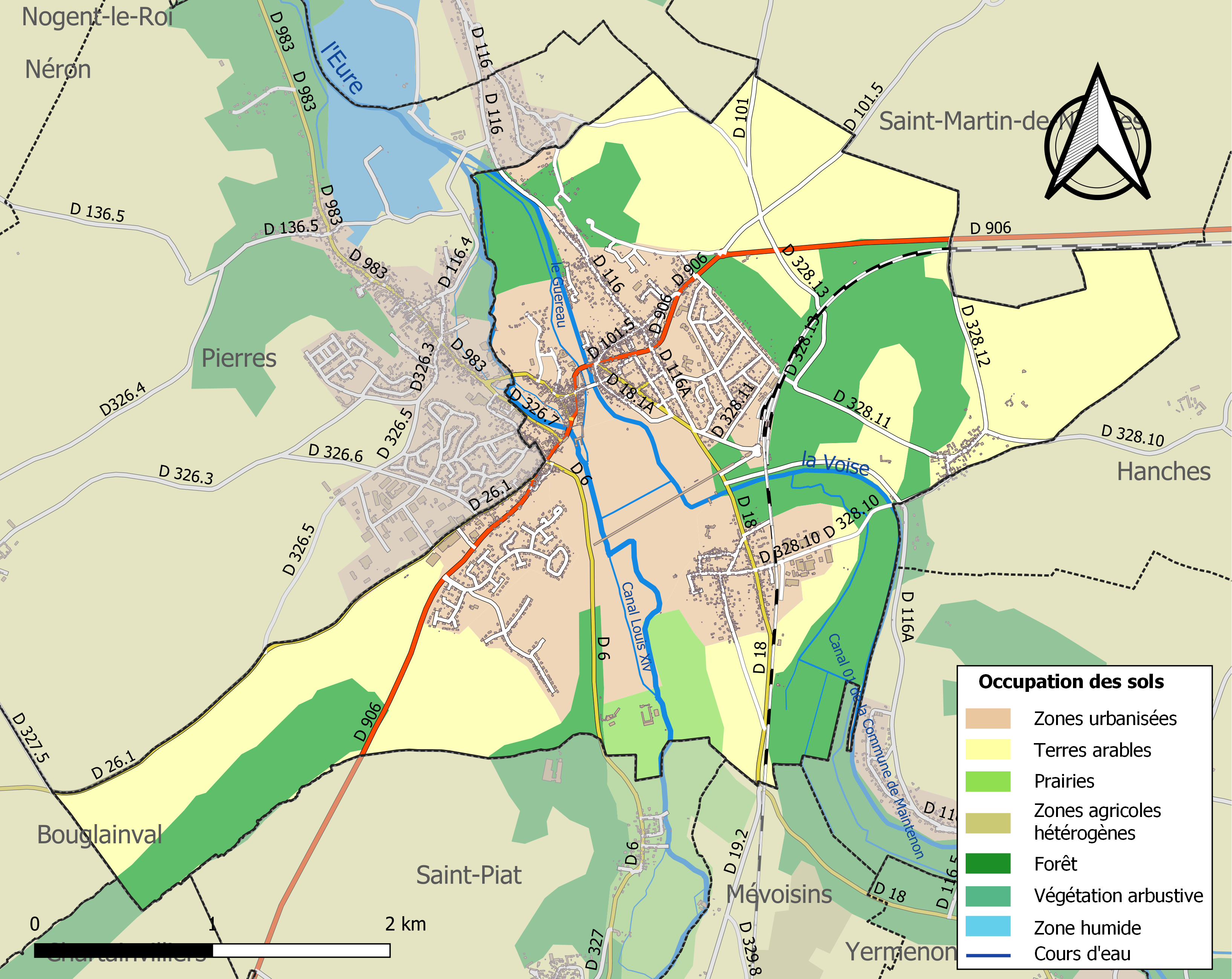
Kaart van de gemeente met belangrijkste infrastructuur, bodemgebruik en omliggende gemeenten

## Bezienswaardigheden
In Maintenon ligt het bekende kasteel dat door Lodewijk XIV als markiezaat aan Madame de Maintenon werd geschonken in 1674. Het kasteel werd vanaf 1509 gebouwd door Jean Cotterau in Renaissancestijl. Het interieur dateert uit de 17e en 18e eeuw. Een 12e-eeuwse donjon rest nog van de middeleeuwse burcht die daarvoor op deze plaats stond.
Verder bevindt zich hier de ruïne van een aquaduct dat onder Lodewijk XIV werd begonnen. Het aquaduct van Maintenon moest dienen om water van de Eure naar de tuinen van Versailles te brengen, maar bleef onvoltooid.

## Demografie
Onderstaande figuur toont het verloop van het inwoneraantal van Maintenon vanaf 1962.
Bron: Frans bureau voor statistiek. Cijfers inwoneraantal volgens de definitie 
population sans doubles comptes (zie de gehanteerde definities)

## Verkeer en vervoer
In de gemeente ligt spoorwegstation Maintenon.